# Mardi ibn Ali al-Tarsusi
Mardi ibn Ali al-Tarsusi était un écrivain militaire Ayyoubide du XIIe siècle qui a écrit de nombreux traités, notamment un ouvrage militaire pour Saladin en 1187. Son ouvrage le plus connu est le traité intitulé "Tabsirat arbab al-albab fi kayfiyat al-najah fi al-hurub min al-anwa 'wa-nashr a'lam al-a'lam fi al-'udad wa-al-alat al-mu' inah 'ala liqa' al-a'da" ou "Informations pour les intelligent sur la façon d'échapper aux blessures au combat; et le déploiement des bannières d'instructions sur l'équipement et engins qui aident à rencontrer des ennemis". Son livre comporte de nombreuses notes et conseils militaires notamment sur l’utilisation d’arcs et d’arbalètes pour les épéistes et des meilleurs techniques pour alterner l’utilisation de ces deux armes.

## Trébuchet à contrepoids
La première mention connue d'un trébuchet à contrepoids vient du traité de Mardi Ibn Ali Al Tarsusi qu'il dédie au souverain et Saladin vers 1187. Il décrit un trébuchet hybride qui, selon lui, avait la même puissance de lancement qu'une machine de traction tirée par cinquante hommes en raison de "la force constante" [de gravité], tandis que les hommes diffèrent dans leur force de traction". De plus pour Mardi Ibn Ali Al-Tarsusi a conçu son trébuchet de telle sorte qu'en le tirant il a armé une arbalète supplémentaire, sans doute pour protéger les ingénieurs des attaques.
Dans son livre Medieval Siege, Jim Bradbury  cite abondamment  Mardi Ibn Ali Al-Tarsusi pour lui attribuer de nombreuses armes de sièges. Dans son livre Sur les origines sociales des institutions médiévales, des citations plus détaillées peuvent être trouvées sur les différents types de trébuchets attribuer à Mardi Ibn Ali Al-Tarsusi. Certaines de ces inventions ont été récupérées par Richard Cœur de Lion  qui de retour de croisade apporta par le biais d’artisans des pays musulmans ces armes de siège et arbalètes en Europe,.